# Diana Rubin
Diana Rubin (geb. 1974 in Minden) ist eine deutsche Medizinerin, Wissenschaftlerin und Hochschullehrerin. Sie ist Außerplanmäßige Professorin an der Christian-Albrechts-Universität zu Kiel und Mitglied des Vorstands der Deutschen Gesellschaft für Ernährungsmedizin.

## Werdegang
Rubin studierte von 1993 bis 2000 Humanmedizin in Jena und Kiel. Im Jahr 2001 wurde sie mit dem Thema „Metabolisches Syndrom“ promoviert. Von 2003 bis 2011 leitete sie das Ernährungsteam des Kieler Standorts des Universitätsklinikum Schleswig-Holstein. Zu ihrem Arbeitsbereich gehörte in dieser Zeit der Aufbau und das Betreiben der Ernährungsambulanz am Kieler Uniklinikum. Mit Bezugnahme auf die Tatsache, dass im klinischen Alltag der Blick für entsprechende Risiken und entsprechend gefährdete Patienten oft fehlt, setzte sich das vierköpfige Team für mangelnerährte Patienten des Klinikums ein. Rubin machte in dieser Zeit die Erfahrung, dass Patienten von Ernährungsberatung profitieren, diese ihnen jedoch im ambulanten Bereich nicht bedarfsgerecht angeboten wird.
Ihre Habilitation im Jahr 2011 trug das Thema Mikrosomales Triglizerid Transfer Protein und Nutri-Genetik des Metabolischen Syndroms. Von 2012 bis 2019 war Rubin am Vivantes Klinikum Kaulsdorf, dem Humboldt-Klinikum dem DRK-Klinikum Mitte sowie dem Evangelischen Geriatrie-Zentrum in Berlin als Oberärztin tätig. Im Jahr 2015 erhielt sie eine Außerplanmäßige Professur der Christian-Albrechts-Universität Kiel.
Rubin ist Internistin, Gastroenterologin und Diabetologin. Derzeit leitet sie das Zentrum für Ernährungsmedizin am Vivantes Klinikum im Berliner Stadtteil Spandau.

## Engagement
Neben ihrer medizinischen und wissenschaftlichen Tätigkeit engagiert sich Rubin ehrenamtlich in deutschsprachigen Fachgesellschaften und Institutionen. Sie ist Vorsitzende des Ausschusses Ernährung der Deutschen Diabetes Gesellschaft. Rubin ist zudem seit 2018 als Schatzmeisterin Mitglied des Vorstands der Deutschen Gesellschaft für Ernährungsmedizin (DGEM). Seit 2016 ist sie Vorsitzende des Ausschusses Klinische Praxis und Fortbildung dieser Fachgesellschaft.
Der Ausschuss erarbeitet auf Basis wissenschaftlicher Recherche  Empfehlungen für Diabetologen und Diabetesberater zur Weitergabe an deren Patienten. Für die DGEM gehörte Rubin vertretend der Leitlininengruppe zur Erarbeitung der Nationalen Versorgungsleitlinie zum Typ-2-Diabetes an. Die ersten Kapitel der Leitlinie wurden im Jahr 2021 veröffentlicht und ergänzten, beziehungsweise ersetzten nach Ablauf der bis zum 1. Januar terminierten Konsensusphase die im Jahr 2013 veröffentlichte erste Auflage. Als Vorsitzende des Ausschusses Ernährung der DDG gehörte Rubin federführend der Autorengruppe zur Aktualisierung der Praxisempfehlungen der Deutschen Diabetes Gesellschaft (DDG) zur Ernährung von Personen mit Typ-2-Diabetes an, die im Jahr 2021 veröffentlicht wurden.  Im Jahr 2022 wurde Rubin zum wiederholten Male in die Kommission für Ernährung, diätische Produkte, neuartige Lebensmittel und Allergien des Bundesinstituts für Risikobewertung berufen.

## Positionen
Im Rahmen ihres Engagements für Fachgesellschaften setzt sich Rubin dafür ein, ein Bewusstsein für die Bedeutung der Ernährungsmedizin zu schaffen. Ihrer Ansicht nach ist die Ernährungsmedizin in der medizinischen Ausbildung nicht ihrer Bedeutung entsprechend gewichtet. Sie bemüht sich in ihrer Arbeit für die Deutsche Gesellschaft für Ernährungsmedizin entsprechend um die Erarbeitung von Leitlinien und um Weiterbildungsangebote für Ärzte. Die Einführung der Facharzt-Zusatzbezeichnung Ernährungsmedizin im Jahr 2018 und die aktuelle Erweiterung des Gegenstandskatalogs für Medizinstudenten um ernährungsmedizinische Inhalte sieht Rubin in diesem Zusammenhang als wichtigen Erfolg an.
Ein weiterer Schwerpunkt ihrer Arbeit ist die Ernährungssituation von Menschen mit Diabetes. Die Reduzierung des Körpergewichts bei adipösen Menschen mit Diabetes Typ 2 sieht Rubin als Möglichkeit an, die Symptome der Erkrankung erheblich zu mindern. Rubin spricht aus ihrer praktischen Erfahrung heraus von einer Reduzierung der Krankheitslast um bis zu 90 % bei einem Gewichtsverlust von 15 kg. So eine Gewichtsreduktion ist ihrer Ansicht nach bei den meisten adipösen Menschen mit Diabetes möglich, erfordert aber die fachliche Begleitung durch Ernährungstherapeuten. Insbesondere ökonomisch schlechter gestellte Menschen unterliegen ihrer Erfahrung nach einem besonderen Diabetesrisiko. Grund hierfür sei eine Mangelernährung als Konsequenz einer einseitigen Ernährung ohne Vitamine oder Mineralstoffe.